# Aleksandar Stambolijski
Aleksandǎr Stambolijski (v bulharštině: Александър Стамболийски) (1. března 1879 – 14. června 1923) byl premiérem bulharského státu v letech 1919–1923; tedy v nelehkém období vyrovnávání se s územními ztrátami, které přinesly předchozí konflikty, hlavně pak spojenectví s centrálními mocnostmi v první světové válce.
Právě tomuto spojenectví oponoval, ještě v časech konfliktu byl ale odsouzen k doživotnímu trestu ve vězení. Stambolijski podporoval ideu balkánské federace; sám se neprohlašoval za Bulhara ale Jihoslovana. Po první světové válce došlo ke změně cara (Ferdinand abdikoval ve prospěch svého syna Borise III.), nová hlava státu Stambolijského omilostnila. Ten zahájil okamžitě předvolební kampaň a ve volbách uspěl. Složil vládu, ve které spolupracoval Zemědělský svaz, tedy významná bulharská politická strana, jíž byl Stambolijským členem, a levicová uskupení.
Jeho vláda prováděla nepopulární opatření, která však vzhledem ke kapitulaci Bulharska byla nezbytná. Zemí otřásaly nepokoje, problémy v zásobování potravinami, poválečná vyčerpanost, jako i epidemie chřipky. I přesto se Stambolijskému však podařilo získat podporu mezi jednotlivými zemědělci; agrární třída byla v době meziválečného Bulharska poměrně početná a její význam nebyl malý. Přesto s premiérem nebyli spokojeni hlavně vojáci a střední třída. Jeho vládu svrhl převrat 9. června 1923; Stambolijski se proti němu postavil, nicméně byl armádou zajat, mučen a popraven.